# Bon Homme
Bon Homme is een Belgisch bier.
Het bier wordt gebrouwen door Brouwerij De Leite te Ruddervoorde.
Het etiket van het bier is van de hand kunstenaar Tinus Vermeersch. Op het etiket staan onder meer Vlaamse spreuken afgebeeld die te maken hebben met drinken.
Bon Homme is een roodbruin bier van hoge gisting met een alcoholpercentage van 6,5%.